# Cartellino di traffico
Un cartellino di traffico o CDR (acronimo dell'inglese Call Detail Record o Call Data Record o anche Charging Data Record per la telefonia di terza generazione) è il record registrato in seguito ad uno scambio di informazioni tra terminali connessi ad una rete telematica. Esso contiene i dettagli della connessione/telefonata ed è usato dalla compagnia telefonica/provider di servizi che gestisce la rete (ed in particolare dai sistemi BSS/OSS) per finalità multiple:
- assegnazione di un prezzo ad una telefonata;
- misurazioni delle quantità di traffico in funzione di tipologie di chiamata/fasce orarie;
- tracciamento degli eventi di rete anomali;
- tracciamento degli eventi di rete non gestiti correttamente;
- etc.

## Contenuti
Un CDR è composto da diversi campi, tra cui i principali possono essere:
- una stringa sequenziale identificativa del record
- la numerazione (MSISDN) che origina la telefonata;
- la numerazione (MSISDN) che riceve la telefonata;
- l'orario di origine della telefonata;
- la durata della telefonata;
- l'identificativo della linea a cui sono intestati i costi dell'evento di traffico;
- l'identificativo della chiamata;
- il risultato della chiamata (terminata correttamente, rifiutata, etc.);
- tipologia di chiamata (voce, SMS, etc.)